# Neuvy-le-Barrois
Neuvy-le-Barrois és un municipi francès, situat al departament de Cher i a la regió de Centre – Vall del Loira. L'any 2007 tenia 158 habitants.

## Demografia

### Població
El 2007 la població de fet de Neuvy-le-Barrois era de 158 persones. Hi havia 56 famílies, de les quals 12 eren unipersonals (12 homes vivint sols), 24 parelles sense fills i 20 parelles amb fills.
La població ha evolucionat segons el següent gràfic:
Habitants censats

### Habitatges
El 2007 hi havia 96 habitatges, 62 eren l'habitatge principal de la família, 24 eren segones residències i 10 estaven desocupats. Tots els 96 habitatges eren cases. Dels 62 habitatges principals, 49 estaven ocupats pels seus propietaris, 12 estaven llogats i ocupats pels llogaters i 1 estava cedit a títol gratuït; 3 tenien una cambra, 2 en tenien dues, 18 en tenien tres, 20 en tenien quatre i 19 en tenien cinc o més. 47 habitatges disposaven pel capbaix d'una plaça de pàrquing. A 25 habitatges hi havia un automòbil i a 33 n'hi havia dos o més.

### Piràmide de població
La piràmide de població per edats i sexe el 2009 era:
| Homes | Edats   | Dones |
| ----- | ------- | ----- |
| 0     | 95 o +  | 0     |
| 0     | 90 a 94 | 0     |
| 0     | 85 a 89 | 0     |
| 0     | 80 a 84 | 0     |
| 4     | 75 a 79 | 0     |
| 0     | 70 a 74 | 4     |
| 12    | 65 a 69 | 0     |
| 8     | 60 a 64 | 4     |
| 8     | 55 a 59 | 8     |
| 0     | 50 a 54 | 0     |
| 8     | 45 a 49 | 4     |
| 4     | 40 a 44 | 8     |
| 4     | 35 a 39 | 4     |
| 8     | 30 a 34 | 12    |
| 0     | 25 a 29 | 0     |
| 12    | 20 a 24 | 0     |
| 8     | 15 a 19 | 4     |
| 0     | 10 a 14 | 8     |
| 4     | 5 a 9   | 4     |
| 4     | 0 a 4   | 0     |

## Economia
El 2007 la població en edat de treballar era de 100 persones, 77 eren actives i 23 eren inactives. De les 77 persones actives 73 estaven ocupades (40 homes i 33 dones) i 4 estaven aturades (2 homes i 2 dones). De les 23 persones inactives 4 estaven jubilades, 5 estaven estudiant i 14 estaven classificades com a «altres inactius».

### Ingressos
El 2009 a Neuvy-le-Barrois hi havia 61 unitats fiscals que integraven 162 persones, la mediana anual d'ingressos fiscals per persona era de 13.581 €.

### Activitats econòmiques
Dels 6  establiments que hi havia el 2007, 4 eren d'empreses de comerç i reparació d'automòbils, 1 d'una empresa d'hostatgeria i restauració i 1 d'una empresa immobiliària.
L'any 2000 a Neuvy-le-Barrois hi havia 20 explotacions agrícoles que ocupaven un total de 2.197 hectàrees.

## Equipaments sanitaris i escolars
El 2009 hi havia una escola elemental integrada dins d'un grup escolar amb les comunes properes formant una escola dispersa.

## Poblacions més properes
El següent diagrama mostra les poblacions més properes.